# ماوة (إب)
ماوه هي إحدى قرى الجمهورية اليمنية. تتبع جغرافيا لمحافظة إب وإداريًا لمديرية يريم. يبلغ تعداد سكانها 1007 نسمة حسب الإحصاء الذي أجري عام 2004.